# Club Libertad
Club Libertad (eller bare Libertad) er en paraguayansk fodboldklub fra hovedstaden Asunción. Klubben spiller i landets bedste liga, Primera División de Paraguay, og har hjemmebane på stadionet Estadio Dr. Nicolás Leoz. Klubben blev grundlagt i 1905, og har siden da vundet hele 20 mesterskaber.

## Titler
- Paraguayansk mesterskab (20): 1910, 1917, 1920, 1930, 1943, 1945, 1955, 1976, 2002, 2003, 2006, 2007, 2008 Apertura, 2008 Clausura, 2010 Clausura, 2012 Clausura, 2014 Apertura, 2014 Clausura, 2016 Apertura, 2017 Apertura

## Kendte spillere
- Óscar Cardozo
- Sebastián Eguren
- Francisco Arce
- Ángel Ortiz
- Juan Torales
- Manuel Fleitas Solich
- Justo Villar